# Куорка
Куо́рка (бур. Хөөрхэ) — улус  в Кижингинском районе Бурятии. Входит в сельское поселение «Верхнекижингинский сомон».

## География
Расположен в 22 км к юго-западу от центра сельского поселения, улуса Эдэрмэг, на левобережье речки Бырки (левый приток Кижинги), в 3 км к северу от места её впадения в Кижингу. На северо-восточной окраине улуса лежит небольшое солёное озеро Хужартай. В окрестностях улуса находится Манай-Ажильское буроугольное месторождение.

## Население
| 2002 | 2010 |
| ---- | ---- |
| 261  | ↘202 |

## Инфраструктура
Начальная школа-детский сад, сельский клуб, фельдшерско-акушерский пункт, Аршаан "Хужарта".

## Известные люди
- Чойжи-Нима Генинов (1907―1965) ― бурятский советский театральный актёр, музыкант-певец и драматург, народный артист РСФСР (1959), заслуженный артист Бурят-Монгольской АССР (1940);
- Галан Гунзынов  (1957―2021) ― российский и бурятский врач, хирург, доктор медицинских наук, Народный врач Республики Бурятии (1998), Заслуженный врач Российской Федерации (2008), депутат Народного хурала Республики Бурятия[3]. Известен своими работами по внедрению новых методов хирургических операций в Бурятии;
- Цокто Номтоев (1910―2003) ― бурятский писатель. Герой Социалистического Труда (1968). Народный писатель Бурятии (1990).
- Рабсалов Сундуп Бимбаевич (1909-1982)- бурятский, советский театральный актер и киноактер, народный артист Бурятской АССР